# Томлинсон, Мерфи
Ме́рфи То́млинсон (англ. Murphy Tomlinson) — американский кёрлингист.
В составе мужской сборной США участник двух чемпионатов мира (лучший результат — седьмое место в 1990). Двукратный чемпион США среди мужчин.
Играл на позиции второго.

## Достижения
- Чемпионат США по кёрлингу среди мужчин: золото (1988, 1990).

## Команды
| Сезон   | Четвёртый     | Третий        | Второй          | Первый          | Запасной  | Турниры                         |
| ------- | ------------- | ------------- | --------------- | --------------- | --------- | ------------------------------- |
| 1987—88 | Даг Джонс     | Бард Нордлунд | Мерфи Томлинсон | Майк Греннан    |           | ЧСШАМ 1988 · ЧМ 1988 (10 место) |
| 1989—90 | Бард Нордлунд | Даг Джонс     | Мерфи Томлинсон | Том Виолетт     |           | ЧСШАМ 1990 · ЧМ 1990 (7 место)  |
| 1999—00 | Том Виолетт   | Кёрт Фиш      | Бард Нордлунд   | Мерфи Томлинсон | Даг Джонс | ЧСШАМ 2000 (??? место)          |

(скипы выделены полужирным шрифтом)